# ギトルニー駅
ギトルニー駅（ギトルニーえき、英語: Ghitorni、ヒンディー語: घितोर्नी）は、インドデリーにあるデリー・メトロイエローラインの駅である。